# Piúma (ort)
Piúma är en ort i Brasilien.   Den ligger i kommunen Piúma och delstaten Espírito Santo, i den sydöstra delen av landet, 900 km sydost om huvudstaden Brasília. Piúma ligger 2 meter över havet och antalet invånare är 17 634.
Terrängen runt Piúma är huvudsakligen platt, men norrut är den kuperad. Havet är nära Piúma åt sydost. Piúma är det största samhället i trakten.